# Жерве де Блуа
Жерве де Блуа (англ. Gervase of Blois; ум. 1160) — внебрачный сын короля Стефана Блуаского, настоятель Вестминстерского аббатства.

## Биография
Жерве был одним из трёх внебрачных сыновей короля Стефана Блуаского и его любовницы, известной как Даметта из Нормандии. В 1138 году, он был ещё юным, когда его отец король Стефан добился, чтобы Жервеза назначили настоятелем Вестминстерского аббатства, после чего он был рукоположен в аббаты папским легатом Альбериком.
В 1139 году был участником Второго Латеранского собора, на котором были приняты религиозные каноны.
В 1141 году папа Иннокентий II отправил ему буллу, в которой описывалось как управлять аббатством, восстановление церквей и распределение десятины между монахами. Вместе с Осбертом де Клэром Жерве безуспешно пытался канонизировать короля Эдуарда Исповедника, умершего в 1066 году.
В 1146 году папа Евгений III подтвердил привилегии аббатства, которые были предоставлены при других римских папах.
В 1148 году считался одним из трёх кандидатов на престол в качестве епископа Линкольна, но не был им назначен. При короле Генрихе II он был обвинён в плохом управлении аббатством и снят с должности, и вскоре умер.